# 鄭夏哲
鄭夏哲（1933年5月25日—？），北韓政治人物，官至宣傳鼓動部部長、朝鮮勞動黨中央委員會宣傳責任書記及朝鮮中央放送委員會委員長。2005年，他因與組織指導部部長張成澤的權力鬥爭中失利而落馬，後下落不明。

## 生平

### 早期
鄭夏哲出生於江原道，後來在金日成綜合大學哲學系畢業。1973年起，鄭夏哲逐漸掌握權力。在這一年，他成為《勞動新聞》的新聞評論員室室長。1980年代，又逐步由黨中歷史研究所指導員晉升為副科長和科長。1990年，他被委任為朝鮮中央放送委員會委員長，並在同年的最高人民會議選舉當選代議員。翌年，他獲委任為朝鮮記者同盟中央委員會副委員長。1991年，被選為黨中央候補委員。次年，即晉升為黨中央委員，並獲勳金日成勛章。

### 受重用
1998年，正是北韓饑荒的末期，時任最高領導人金正日欲意通過各種的宣傳轉移民眾的視線，負責出版和廣播的鄭夏哲因而得到金正日的器重。在這一年，他也同時成功連任為最高人民會議代議員。2000年，他更被提拔為黨中央宣傳鼓動部部長。隨後，他又被委重任，與宣傳鼓動部第一副長崔春晃一同負責三水發電廠工程，又隨金正日出席多個活動。2001年，他晉升為黨中央委員會宣傳責任書記，又先後代表北韓出訪泰國、蒙古和古巴。2003年，他第三度當選最高人民會議的代議員。

### 失勢
鄭夏哲為首的宣傳鼓動部崛起引起同樣負責宣傳工作，並由張成澤領導的組織指導部不快。為使鄭夏哲失勢，組織指導部在2005年稱他年前「在農民努力工作時卻於大白天喝酒」，是犯下了錯誤而被送到集中營，此後再沒有他的消息。據報，他最後一次出席的活動是在2005年10月舉行的建黨60周年慶祝中央報告大會。

## 資料來源
1. 1 2 3 4 5 6  "党宣传秘书郑夏哲的没落经过" 《Daily NK》 2007 10 23
2. 1 2 3 4  .   [2014-01-22]. （原始内容存档于2014-02-04）.
3. ↑  "鄭夏哲党秘書を保衛部が調査中" 《朝鮮日報》日文語 2005 11 23